# Белкин, Эдуард Борисович
Эдуард Борисович (Михайлович) Белкин (26 апреля 1936, Свердловск — 6 июня 2006, Таллин, Эстония) — советский футболист, нападающий. Мастер спорта СССР (1957). Тренер.

## Биография
Воспитанник свердловского «Динамо». В 1954 году поступил в Институт физкультуры имени Лесгафта, который окончил в 1958; играл за институтскую команду СКИФ. В 1957—1961 выступал за команду «Авангард»/«Адмиралтеец», полуфиналист Кубка СССР 1961.
Играл за таллинские команды «Калев» (1962), «Динамо» (1963—1966). Тренер (1966—1967) и старший тренер (1968) «Динамо». В 1969, 1971 — старший тренер «Двигателя» Таллин. В 1972—1977 — главный тренер сборной Эстонской ССР, в 1973 — тренер в таллинской футбольной школе. В 1984—1986 — главный тренер «Спорта» Таллин.
Скончался в Таллине в июне 2006 на 71-м году жизни.